# 立間駅
立間駅（たちまえき）は、愛媛県宇和島市吉田町立間にある四国旅客鉄道（JR四国）予讃線の駅である。駅番号はU24。

## 歴史
- 1941年（昭和16年）7月2日：国鉄の駅として開業[2]。
- 1950年（昭和25年）3月20日：昭和天皇のお召し列車が八幡浜駅 - 立間駅間で運行（昭和天皇の戦後巡幸）[4]。
- 1966年（昭和41年）4月18日：昭和天皇、香淳皇后が第17回全国植樹祭に合わせ県内を巡行。お召し列車が松山駅 - 立間駅間で運行[5]。
- 1982年（昭和57年）11月15日：貨物の取扱を廃止[2]。取扱があったころは立間みかんなどを輸送していた[6]。
- 1986年（昭和61年）3月3日：無人駅化[7]（簡易委託駅化[3]）。
- 1987年（昭和62年）
  - 3月31日：貨物の取扱を再開[2]。ただし列車の設定はない。
  - 4月1日：国鉄分割民営化により、四国旅客鉄道・日本貨物鉄道の駅となる[2]。
- 2006年（平成18年）4月1日：JR貨物の駅（貨物の取扱）が廃止[8]。結局取扱実績のないまま廃止された。

## 駅構造
島式ホーム1面2線を有する地上駅。Y字分岐で進入速度は60km/h。かつては、駅前の商店で切符を販売する簡易委託駅であった。

### のりば
| のりば | 路線    | 方向 | 行先                   |
| ------ | ------- | ---- | ---------------------- |
| 1      | ■予讃線 | 下り | 宇和島・江川崎方面     |
| 2      | ■予讃線 | 上り | 八幡浜・内子・松山方面 |

## 利用状況
| 1日乗降人員推移 | 1日乗降人員推移 |
| 年度            | 1日平均人数     |
| --------------- | --------------- |
| 2011年          | 196             |
| 2012年          | 196             |
| 2013年          | 198             |
| 2014年          | 186             |
| 2015年          | 174             |

## 駅周辺
- 法華津峠 - 法華津湾を望むことができる。
- 立間郵便局
- 宇和島自動車「立間駅前」停留所 - 市内バス系統はここで折り返す。

## 隣の駅
四国旅客鉄道（JR四国）
■予讃線
下宇和駅 (U23) - 立間駅 (U24) - 伊予吉田駅 (U25)